# Spencer Radcliffe
Spencer Radcliffe es un cantante , compositor y músico estadounidense de Luckey, Ohio, actualmente con recidncia en Chicago, Illinois.

## Carrera
Radcliffe Empezó publicando música en 2008 bajo el apodo de Blithe Field, autopublicando un álbum titulado Old Songs/New Songs.  Dos años más tarde, Blithe Field publicó un álbum delarga duración álbum en 2010 titulado "Beautiful Wave '74", en Messy Life Records. En 2011, Blithe Field liberó su tercer álbum, Two Hearted, en Messy Life Records. En 2012, Blithe Field publicó su cuarto álbum titulado Warm Blood en Poulpe Mort.
Radcliffe Actualmente publica música bajo su nombre real, Spencer Radcliffe. En 2013,  lanzó un EP titulado Sinking Down. En noviembre de 2014, Radcliffe y R.L. Kelly liberó un split titulado Brown Horse a través de Orchid Tapes.
En 2015, Radcliffe firmó con Run for Cover Records. El primer álbum suyo con la discográfica, fue titulado Looking In, fue publicado el 2 de octubre de 2015. El 4 de agosto, Radcliffe lanzó el primer sencillo del álbum, Mia, y fue nombrado por Stereogum  "Un Artista para tenerle atención". El 25 de agosto, Radcliffe lanzó una segunda canción de su futuro álbum titulado yankee. El 18 de septiembre , Radcliffe lanzó un tercer sencillo del álbum titulado Mermaid. Radcliffe tendrá en su próxima gira veinte fechas como presentación del álbum que incluye fechas con Alex G & LVL ARRIBA.

## Discografía
Como Blithe Field
Álbumes de estudio
- Old Songs/New Songs (2008, auto-publicación)
- Beautiful Wave '74 (2010, Messy Life)
- Two Hearted (2011, Messy Life)
- Warm Blood (2012, Poulpe Mort)

Como Spencer Radcliffe
Álbumes de estudio
- Looking In (2015, Run For Cover)

EPs
- Sinking Down (2013, auto-publicación)
- Wet Pink Construction Paper Mask (2013, auto-publicación)
- Keeper (2014, auto-publicación)

Splits
- Spencer Radcliffe/R.L. Kelly – Brown Horse (2014, Orchid Tapes)